# Vamonos (Prison Break)
| "Vámonos"          | "Vámonos"                   |
| ------------------ | --------------------------- |
| Capítulo #         | Temporada 3, Capítulo 7     |
| Guion              | Zack Estrin Kalinda Vásquez |
| Director           | Vincent Misiano             |
| Emisión en USA     | 5 de noviembre de 2007      |
| Cronología         |                             |
| Capítulo anterior  | Photo Finish                |
| Capítulo siguiente | Bang & Burn                 |

"Vámonos" es el séptimo capítulo de la tercera temporada de la serie Prison Break, el cual salió al aire el 5 de noviembre de 2007, por FOX, en Estados Unidos, en la segunda mitad de una emisión especial de dos horas de Prison Break.

## Resumen
Michael (Wentworth Miller) y Whistler (Chris Vance) están en el patio de Sona, a punto de enfrentarse en una pelea a muerte. Lechero (Robert Wisdom) les da 15 minutos hasta que comience la pelea. Michael le dice a Whistler que en verdad la idea de la pelea es para distraer a los presos a la hora del escape. El plan de fuga se mantiene. Cuando el guardia esté drogado y el otro guardia pierde la vista a la prisión por la luz del sol, ellos se escaparán, exactamente a las 3:13pm. Lincoln (Dominic Purcell) se muestra preocupado porque las cosas no vayan a salir bien y LJ salga perjudicado, pero Sucre (Amaury Nolasco) tiene una idea…
Son las 2:59pm. Hurtado (Alex Fernandez) se toma el café con la droga. 3:00pm: Bellick (Wade Williams) le dice a Michael que en realidad siente la muerte de Sara, pero Michael no tiene tiempo para escucharlo. 3:03pm: Michael y Whistler están en la celda de Sammy (Laurence Mason) y Papo (Davi Jay); todos los presos están en el patio esperando a que empiece la pelea; Michael comienza a quitar los barrotes y a romper el hormigón alrededor de la ventana. 
Mahone es trasladado a la Ciudad de Panamá: si coopera tendrá plena inmunidad. Ocurre un problema con los panameños, por ello Sullins (Kim Coates) y Lang (Barbara Eve Harris) tendrán a Mahone un tiempo bajo custodia en algún hotel.
Son las 3:10pm. La rejilla de la ventana está suelta; es también hora de que comience la pelea. 3:12pm: Hurtado está inconsciente y drogado. 3:13pm: la luz radiante del sol tarda unos segundos en aparecer; Michael y Whistler retiran la rejilla, pero Sammy se vuelve a buscar algo de dinero en la celda; Michael y Whistler se esconden. Cuando Sammy se va, Michael utiliza una hamaca para bajar por la ventana fuera de Sona, pero pierden la luz por la nubosidad y tienen que regresar a la celda nuevamente. Rápidamente Michael y Whistler escalan, apenas evitando ser vistos.
No saben qué hacer; ya no pueden intentar escapar otra vez. Lechero también empieza a preguntarse dónde están, pues todos los internos están esperando en el patio a que comience la pelea. Tienen dificultades para colocar la rejilla como estaba y dejan las cosas así como están, mientras los hombres de Lechero están buscándolos. Whistler deja la hamaca detrás de la cortina. Michael y Whistler van hasta Lechero y le dicen que fue un error, que ya no tienen necesidad de pelear. Pero Lechero les aclara las reglas y les dice que ya no se pueden echar para atrás: dos hombres entran, uno sale. Michael y Whistler no están dispuestos a matarse. Sí ellos no pelean, los demás presos los matarán a ellos a golpes. Whistler es el primero en ceder; ambos comienzan la lucha a muerte.
3:25pm: Susan (Jodi Lyn O'Keefe) tiene a LJ (Marshall Allman) en el sitio de intercambio. Sucre vigila todo de cerca y se comunica con Lincoln para decirle que son pocos hombres y que LJ está bien. Lincoln está en la playa desenterrando los tanques de buceo, desconociendo el paradero de Michael. Sofía (Danay Garcia) de repente va a donde Linc y apuntándole con una pistola le ordena que detenga el plan de entregar a Whistler a La Compañía. 3:30pm: Susan sigue esperando por Whistler y Michael le dice a LJ que, si no se escapan hoy, ya no necesitarán a LJ para el intercambio, sino que todos estarán muertos.
Michael y Whistler siguen con la pelea en Sona. Mientras afuera de la prisión encuentran a Hurtado tirado en el piso de la torre de control, inconsciente. La hamaca que dejó Whistler en la ventana se cae hacia fuera; y los guardias la ven. Mientras, dentro de Sona, Whistler se prepara para matar a Michael lanzándole una piedra en la cabeza, para acabar con la pelea. Pero en ese momento la alarma de la prisión se activa. Lincoln y Sofía están lo suficientemente cerca para escucharla; Michael y Whistler no pudieron escapar. Susan también escucha la alarma desde el punto de intercambio. Lincoln vuelve a esconder los tanques en la arena. Al mismo tiempo, en el patio de Sona, la pelea se disuelve pues los presos no tienen ni idea de por qué está sonando la alarma. Patrullas y decenas de policías se dirigen adentro y a los alrededores de la prisión. Susan llama a Lincoln para saber en dónde están; él le dice que Whistler y Michael están con él en el carro, en la maletera, pero no es cierto.
Él le dice a Susan que tenga listo a LJ, porque ya van para allá. En Sona, el Coronel Escamilla (Carlos Compean) y los guardias de seguridad están buscando a los hombres que intentaban escapar y que hirieron a uno de los guardias. El que lo haya hecho será condenado a la pena de muerte inmediatamente. El Coronel dice que la celda por la que iban a escapar es una de las de Lechero. El Coronel le pregunta a Papo si esa es su celda y, tras no conseguir respuesta, le dispara quitándole la vida. 
Escamilla se siente indignado porque Lechero no ha podido mantener a los internos en línea, le dice todos los favores que ha hecho por él, sus negocios con la droga, el contrabando a la prisión, sus prostitutas, su teléfono privado, el servicio de agua, todo a cambio de nada. Lechero está perdiendo su poder en Sona, Escamilla pregunta si hay algún preso que esté dispuesto a ocupar su lugar, T-Bag silenciosamente parece estar interesado en ser el nuevo jefe en Sona. Cuando los soldados se van, Sammy (Laurence Mason) y Lechero comentan que solo Michael Scofield pudo haber intentado escapar de Sona.
Mahone, sin cargos y enfrentando un juicio, piensa que Lang y Sullins tratan de conseguir que él declare lo de los asesinatos. Pero Lang le dice que el acuerdo es confiable, ella se entera de que Mahone es adicto a una droga, porque él comienza a temblar otra vez. Sullins le dice que los panameños están de acuerdo con otorgarle libertad condicional, pero la audiencia será al día siguiente. Mahone tiene nuevamente ataques por la falta de su droga y les exige que la audiencia se realice de inmediato
Susan se entera de que nadie ha escapado de Sona hoy. Ella se molesta y se va inmediatamente del sitio de intercambio con LJ en la van. Lincoln le dice a Sucre por teléfono que haga lo que sea posible para impedir que se vayan. Cuando la van va con rapidez en carretera, Sucre corta el camino con su coche, y ambos se estrellan, dándole tiempo a Lincoln para llegar por LJ. 
Lincoln llega, Susan y otros de los hombres de La Compañía se bajan de la van. Él le da un puñetazo a Susan en la cara, la desarma y dispara contra los otros. Uno de los agentes de La Compañía tiene a LJ, y tras no poder hacer nada, para rescatar a su hijo, convence a Susan de darle otra oportunidad para llegar a Whistler. Susan se lleva a LJ en la van y Lincoln ve varios sacos para cadáveres en el piso.
En Sona, Sammy lleva a Michael hasta Lechero. Lechero prácticamente ha perdido su autoridad en Sona; sus hombres han perdido la confianza en él. Pero Lechero, en lugar de matar a Michael, le dice que, si se intenta escapar de la prisión, lo lleve con él.
En las afueras de Sona, Susan tiene una reunión secreta con Whistler. Se revela que Whistler es cómplice de La Compañía; ella no está realmente segura de que pueda escapar de la prisión. Whistler pide cuatro días más para poder salir de Sona; ella está de acuerdo en darles a los hermanos más tiempo. Michael ve la reunión desde la prisión.

## Audiencia
“Vámonos” ha sido el episodio de la tercera temporada de Prison Break con la mayor audiencia: 7.98 millones de espectadores atrajo este capítulo en Estados Unidos.
- Datos: Q1415512